# Белков, Юрий Сергеевич
Ю́рий Серге́евич  Белко́в (1 июля 1924, Желобново, Кирилловский район, Вологодская область, РСФСР, СССР — 22 октября 2014, Йошкар-Ола, Марий Эл, Россия) ― советский и российский художник, член Союза художников СССР с 1961 года. Заслуженный художник Российской Федерации (2005). Участник Великой Отечественной войны.

## Биография
Родился 1 июля 1924 года в д. Желобново Кирилловского района Вологодской области в многодетной крестьянской семье.
После окончания школы в 1940 году поступил учиться в Ивановское художественное училище. 
В августе 1942 года призван в ряды Красной Армии. Участник Великой Отечественной войны: служил старшим матросом-катерником на Северном флоте, с мая 1944 года ― на Черноморском флоте радистом на катере СК—440. Завершил службу на флоте в июне 1950 года.
В 1953 году окончил Ивановское художественное училище. Переехал на творческую работу в Йошкар-Олу Марийской АССР, в 1961 году стал одним из организаторов Марийского отделения Союза художников СССР. 
Скончался 22 октября 2014 года в Йошкар-Оле.

## Художественное творчество
Член Союза художников СССР с 1961 года. 
В марийское изобразительное искусство вошёл как мастер пейзажа и портрета. Сквозные темы и мотивы творчества ― сельская тематика, утверждение человеческой личности в труде и красоте природы. Известны такие его пейзажные работы как «Парад юнармейцев» (1967), «К весне» (1969), «Москва» (1970—е гг.), «Рябинка» (1978), «Улочка в Гурзуфе» (1986), «Весна в Крыму» (1988), «Скалистый берег», «Первоцвет» и др., портретные работы «Матросы с торпедного катера» (1955), «На Волге» (1956), «Под берёзами» (1959), «Портрет горномарийской девушки» (1968), «Портрет Фаи Сенюшкиной»  (1976),  «Портрет передовика Витаминного завода Шахтариной Л.» (1983), «Подруги» (2001), «Бабушка из Ронги» (2001), «Портрет артистки А. Александровой», «Портрет искусствоведа Г. И. Прокушева» (2007), морские зарисовки «Приморье. На дальнем рубеже» (1955), «В Новороссийском торговом порту» (1975), «После шторма» (1983), «Тайфун приближается» (1984), «Вечер на море» (1984), «Морской порт в Туапсе» (1986), «Самое синее в мире Чёрное море моё…» (1988), «Альбатрос» (1988), «Прибой у берегов Крыма» (1988)  и др.
Содействовал развитию и укреплению традиций реалистического искусства в Марий Эл и на родной Вологодчине, которой преподнёс в дар 170 живописных полотен, вошедших в основу экспозиций Талицкой сельской картинной галереи Кирилловского района Вологодской области. 
Автор нескольких персональных выставок в Марий Эл, участник всероссийских и межрегиональных выставок.
Является автором ряда очерков о творчестве марийских художников и книги воспоминаний «Под парусами проходящих лет» (2008). 
Работы Ю. С. Белкова хранятся в музеях и частных коллекциях России, Республики Марий Эл, зарубежных странах — США, Франции, Индии и Финляндии. 

## Звания и награды
- Орден Отечественной войны II степени (06.04.1985)[13]
- Заслуженный художник Российской Федерации (2005)[1][2]
- Заслуженный деятель искусств Марийской АССР (1977)[1][2]
- Премия Марийского комсомола имени Олыка Ипая (1978)[1][2]
- Почётная грамота Президиума Верховного Совета Марийской АССР (1982, 1984)[1][2]

## Память
- Работы Ю. С. Белкова хранятся в фондах и экспонируются на выставках в ведущих музеях Республики Марий Эл — Национальном музее имени Т. Евсеева, Республиканском музее изобразительных искусств и Козьмодемьянском музейном комплексе[3][3].
- Его работы составили Талицкую сельскую картинную галерею Кирилловского района Вологодской области[6][8].
- С 9 апреля 2024 года в Республиканском музее изобразительных искусств начнёт работу выставка памяти заслуженного художника России Ю. С. Белкова «Под парусами проходящих лет»[14].